# Mio Otani
Mio Otani (5 de maio de 1979) é uma ex-futebolista japonesa que atuava como atacante.

## Carreira
Mio Otani representou a Seleção Japonesa de Futebol Feminino, nas Olimpíadas de 2004. 